# Стефан Фельстер
Стефан Фельстер (швед. Stefan Fölster) є шведським економістом та автором кількох книг з економіки. Він є президентом Шведського інституту реформ та доцентом Королівського технологічного інституту у Стокгольмі.

Разом із Дагом Деттером він є автором книги «Державне багатство народів, або Як управління державними активами може посилити чи підірвати економічне зростання» (Palgrave MacMillan, 2015 р.). Книгу включено до списку «Книг 2015 року» журналу The Economist та до «Найкращих книг 2015 року» газети Financial Times.

Фельстер народився у Німеччині та є онуком лауреата Нобелівської премії з економіки Гуннара Мюрдаля та лауреатки Нобелівської премії миру Альви Мюрдаль. Він провів свої ранні роки у Німеччині, вивчав економіку у Каліфорнійському університеті у Лос-Анджелесі та в Оксфордському університеті. На ранньому етапі своєї кар'єри займався економічними дослідженнями у низці шведських установ, зокрема, у Міністерстві фінансів, Стокгольмському університеті та Інституті досліджень економіки промисловості у Стокгольмі. З 1998 по 2001 рр. очолював компанію HUI Research, а з 2001 по 2012 рр. був Головним економістом Конфедерації шведських підприємств.

Фельстер є автором та співавтором кількох книг на тему економічних реформ. Його останніми працями є книга «Революція роботів», у якій йдеться про те, хто виграв та хто програв від змін у цифрову добу, та книга «Відродження реформ», яку написано на основі аналізу 109 урядів країн ОЕСР, що завершили свій період перебування при владі між серединою 90-х років та 2012 роком.

## Книги
- Folster, Stefan (2010). Reforming the Welfare State. University of Chicago.
- Folster, Stefan (2006). Entrepreneurship and Economic Growth. Edward Elgar Publishing Ltd.
- Folster, Stefan (2000). The Welfare State in Europe — Challenges and Reforms. Edward Elgar Publishing Ltd.
- Folster, Stefan (1997). the Welfare State: The case of Sweden. Chicago University Press.